# Araeomolis peruviana
Araeomolis peruviana är en fjärilsart som beskrevs av Rothschild 1909. Araeomolis peruviana ingår i släktet Araeomolis och familjen björnspinnare. Inga underarter finns listade i Catalogue of Life.